# 恒合土家族乡
恒合土家族乡是中华人民共和国重庆市万州区下辖的一个民族乡。

## 行政区划
恒合土家族乡下辖以下村级行政区划单位：
凤安社区、八一村、石坪村、玉都村、恒心村、国兴村、七星村、里坪村、前进村、箱子村、鸿凤村、五星村、水口村和枫木村。